# Amphioctopus siamensis
Amphioctopus siamensis is een inktvissensoort uit de familie van de Octopodidae. De wetenschappelijke naam van de soort is voor het eerst geldig gepubliceerd in 1999 door Nateewathana & Norman.